# Шур (станция)
Шур — обгонный пункт Кировского региона Горьковской железной дороги. Находится в Балезинском районе Удмуртии, у западной окраины деревни Шур, непосредственно к станции примыкает хутор 1208 км. Электрифицирована постоянным током 3 КВ. На станции в зимнее время останавливаются 2 пригородных поезда, следующих до станций Ижевск и Балезино, в летнее время — 8 электричек.